# تفجير حافلة بوسو 2004
تفجير حافلة بوسو 2004 كان هجومًا إرهابيًا وقع في وسط سولاويزي في إندونيسيا، وذلك في 13 نوفمبر 2004م. استهدف حافلة متجهة إلى قرية سيلانكاك ذات الأغلبية المسيحية. انفجرت القنبلة وهي عبوة ناسفة محلية الصنع في الساعة 9:15 صباحًا، بينما تم إيقاف الحافلة الصغيرة في أحد الأسواق في بوسو. قُتل ستة أشخاص وأصيب ثلاثة في الانفجار. أفاد شهود في وقت لاحق أن ثلاثة أشخاص شاركوا في الهجوم. تم اعتقال اثنين من المشتبه بهم، لكن تم إطلاق سراحهم لاحقًا.

## الهجوم
وفقًا لتقرير الشرطة، رأى الشهود ثلاثة أشخاص يعملون معًا لوضع جسم مجهول في حافلة صغيرة متوقفة بالقرب من السوق التقليدية (أيضًا على بعد 50 مترًا من مركز للشرطة) في بوسو ثم غادروها. قام رجل بزرع الجهاز بينما كانت امرأتان تراقبان. الكائن الذي يبدو أنه عبوة ناسفة تم تفجيره في حوالي الساعة 9:15 صباحًا، مما أدى إلى مقتل ثلاثة من الركاب البروتستانت على الفور، مع وفاة ثلاثة آخرين متأثرين بجراحهم في المستشفى، كانوا مسافرين من قريتهم التي يغلب على سكانها المسيحيون إلى قرية تنتينا القريبة. تزامن توقيت الهجوم مع فترة مزدحمة في السوق للاحتفال بعيد الفطر الذي كان سيحل في الأسبوع التالي.
الدافع وراء الهجوم غير معروف. وصفه رئيس وزراء الأمن عدي سوسيبتو بأنه عمل إرهابي، سبقه العديد من الأشخاص الآخرين في العام السابق للهجوم الذي تسبب في مقتل 25 شخصًا. في 19 نوفمبر 2004 تم اعتقال اثنين من المشتبه بهم بسبب الهجمات، بعد البحث عن رجلين شوهدا يغادران المكان بواسطة دراجة نارية. تم الإفراج عنهما بدون تهمة.